# Josh Beaver
Joshua Beaver (ur. 1 marca 1993 w Tooradin) – australijski pływak specjalizujący się w stylu grzbietowym, czterokrotny medalista igrzysk Wspólnoty Narodów.

## Kariera
W 2014 roku na igrzyskach Wspólnoty Narodów w Glasgow zdobył trzy medale. Był drugi na dystansie 200 m stylem grzbietowym i w sztafecie 4 × 100 m stylem zmiennym. W konkurencji 100 m stylem grzbietowym wywalczył brąz.
Rok później, na mistrzostwach świata w Kazaniu w półfinale 200 m stylem grzbietowym uzyskał czas 1:57,99 min i został sklasyfikowany na 14. miejscu.
Podczas igrzysk olimpijskich w Rio de Janeiro w 2016 roku w konkurencji 200 m stylem grzbietowym uplasował się na 10. pozycji z czasem 1:56,67 min. Na dystansie dwukrotnie krótszym zajął 13. miejsce (53,95 s).
W 2017 roku na mistrzostwach świata w Budapeszcie na 200 m stylem grzbietowym był dwunasty z czasem 1:58,10 min.
Rok później, podczas igrzysk Wspólnoty Narodów w Gold Coast w tej samej konkurencji zdobył brązowy medal, uzyskawszy czas 1:57,04 min. 